# لمبرتویل (نیوجرسی)
لمبرتویل (به انگلیسی: Lambertville) شهری در ایالت نیوجرسی کشور ایالات متحده آمریکا است که جمعیت آن در سرشماری سال ۲۰۱۰ میلادی، ۳٬۹۰۶ نفر بوده‌است.